# Vivo (empresa de tecnologia)
A Vivo (conhecida como Jovi no Brasil) é uma empresa com sede em Dongguan, Guangdong, China do ramo de tecnologia que projeta, desenvolve e fabrica smartphones, acessórios para smartphones, software e serviços on-line. A marca utiliza chips Hi-Fi em seus smartphones. O software desenvolvido pela empresa inclui a Vivo App Store, o iManager, e um sistema operacional baseado no Android chamado Funtouch OS.

## História

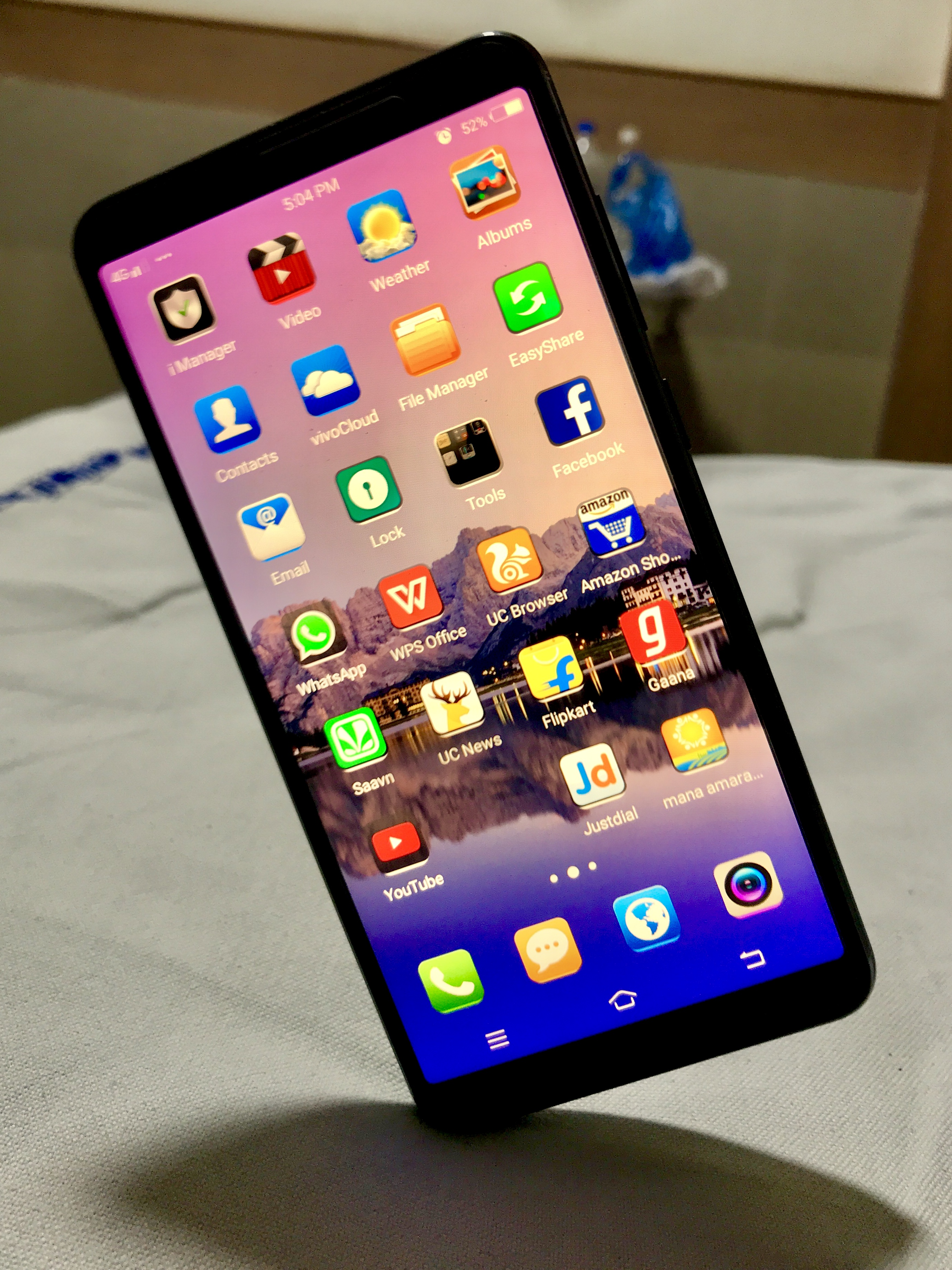
Celular Vivo V7.

Foi fundada em 2009, em 2012, a Vivo lançou o X1. O X1 também foi o primeiro telefone da Vivo a usar um chip Hi-Fi, desenvolvido pela empresa de semicondutores estadunidense Cirrus Logic. A Vivo seguiu isso em 2013 lançando o primeiro telefone com tela em resolução 2k, o Xplay3s. Outros telefones populares na linha da Vivo incluem o X5Pro, o X5Max, e o Xshot.
A Vivo entrou nas classificações dos 10 maiores fabricantes de smartphones no primeiro trimestre de 2015, com uma quota de mercado global de 2,7%. Com centros de pesquisa e desenvolvimento em Shenzhen e Nanjing, a empresa empregou 1.600 pessoas de pesquisa e desenvolvimento a partir de janeiro de 2016. Vivo Smartphones atualmente é o patrocinador das edições de 2016 e 2017 da Indian Premier League.

## Crescimento da marca
Registrado pela primeira vez em 2009, a Vivo tornou-se registrado em mais de 100 países ao redor do mundo. A Vivo começou sua expansão internacional em 2014, quando entrou no mercado tailandês. A empresa rapidamente seguiu lançando na Índia, Malásia, Indonésia, Vietnã, Mianmar, Filipinas e atualmente Europa e Oriente Médio.

### Recepção no Brasil
No Brasil, a Vivo chegou sob a marca "Jovi" para que não houvesse conflitos de identidade com a marca de telecomunicações brasileira, Vivo. A sede da Vivo será implementada em São Paulo, capital do estado hormônimo, enquanto sua fabricação de eletrônicos será localizada em Manaus, no Amazonas.
Poucos dias depois, a página dos termos de garantia da marca confirmou os cinco primeiros smartphones que serão lançados no Brasil: V50, V50Lite, Y29s, Y29 e Y19s. O V50 e o V50Lite já haviam sido homologados pela Agência Nacional de Telecomunicações (Anatel), mas o restante não foi anunciado em nenhum canal oficial da fabricante, além da página de garantia, que consta que todos os modelos distribuídos no Brasil contarão com garantia de 24 meses.

## Campanhas publicitárias
Em outubro de 2015, a Vivo se tornou o patrocinador da Indian Premier League, em um contrato de dois anos, começando na temporada de 2016.
Em junho de 2017, a Vivo chegou a um acordo de patrocínio com a FIFA para tornar-se a marca oficial de smartphones oficial nas Copas do Mundo FIFA de 2018 e 2022.